# Monsieur Amilcar
Monsieur Amilcar est une pièce de théâtre d'Yves Jamiaque créée le 24 septembre 1974 au Théâtre des Bouffes-Parisiens.
Le texte de la pièce est édité par L'Avant-scène théâtre (no 560, 1975).

## Théâtre des Bouffes-Parisiens,1974
À partir du 24 septembre 1974 au Théâtre des Bouffes-Parisiens.
- Mise en scène : Jacques Charon
- Décors : Hubert Monloup
- Costumes : Hubert Monloup
- Personnages et interprètes :
  - Alexandre : Robert Hirsch
  - Eleonore : Judith Magre
  - Machou : Jacques Sereys
  - Paulo : Jean-Luc Moreau
  - Mélie : Madeleine Barbulée
  - Virginie : Annie Boudard